# 고흥군립도서관
고흥군립도서관은 전라남도 고흥군 고흥읍 소재의 도서관이다.

## 연혁
- 1998년 12월 27일 군립 남부도서관 개관.
- 2006년 11월 21일 군립 북부도서관 개관.
- 2010년 11월 24일 군립 중앙도서관 개관.

## 남부도서관
- 주소: 전라남도 고흥군 고흥읍 도양읍 신항8길 5-4
- 시설현황

## 북부도서관
- 주소: 전라남도 고흥군 고흥읍 동강면 중촌길 35
- 시설현황

## 중앙도서관
- 주소: 전라남도 고흥군 고흥읍 고흥로 1793
- 시설현황

## 이용 안내
이용 시간
- 열람실: 동계 08:00 ~ 21:00 / 하계 08:00 ~ 22:00
- 자료실(어린이자료실, 종합자료실, 디지털자료실): 09:00 ~ 18:00

휴관일
- 정기휴관일: 매주 월요일, 법정공휴일
- 기타휴관일: 그밖에 시설정비 등 군수가 필요하다고 인정하여 정하는 날